# Pargny-sur-Saulx
Pargny-sur-Saulx é uma comuna francesa na região administrativa de Grande Leste, no departamento Marne.